# Antoine Dupuis
Antoine Dupuis est un homme politique français né le 27 octobre 1750 à Gorenflos (Somme) et décédé le 15 mai 1842 à Amiens (Somme).
Curé d'Ailly-le-Haut-Clocher, il est député du clergé aux États généraux de 1789 pour la sénéchaussée de Ponthieu. Il émigre ensuite et reprend sa cure après le Concordat de 1801. Il est archidiacre d'Abbeville en 1828 puis chanoine d'Amiens en 1832. Il est le doyen du chapitre à son décès.

## Sources
- « Antoine Dupuis », dans Adolphe Robert et Gaston Cougny, Dictionnaire des parlementaires français, Edgar Bourloton, 1889-1891 [détail de l’édition]